# Gare d’Ailly-sur-Somme
Gare d’Ailly-sur-Somme – stacja kolejowa w Ailly-sur-Somme, w departamencie Somma, w regionie Hauts-de-France, we Francji.
Jest stacją Société nationale des chemins de fer français (SNCF), obsługiwaną przez pociągi TER Picardie i TER Nord-Pas-de-Calais.

## Położenie
Znajduje się na wysokości 17 m n.p.m., na km 140,011 Longueau – Boulogne, pomiędzy stacjami Dreuil-lès-Amiens i Picquigny.